# Lola Benarroche
Pour les articles homonymes, voir Benarroche.
Lola Benarroche, née le 15 mars 1991 à Marseille, est une judokate française évoluant en moins de 57 kg. 
Elle est médaillée de bronze par équipes lors des Championnats d'Europe de judo 2016 à Kazan.

## Palmarès

### Compétitions internationales
| Année | Compétition                               | Lieu     | Résultat | Catégorie      |
| ----- | ----------------------------------------- | -------- | -------- | -------------- |
| 2008  | Championnats du monde juniors             | Varsovie | 2e       | Moins de 52 kg |
| 2013  | Championnats du monde des moins de 23 ans | Samokov  | 2e       | Moins de 57 kg |
| 2017  | Universiade                               | Taipei   | 1re      | Moins de 57 kg |

Outre ses médailles individuelles, elle obtient des médailles dans des compétitions par équipes
| Année | Compétition           | Lieu  | Résultat |
| ----- | --------------------- | ----- | -------- |
| 2016  | Championnats d'Europe | Kazan | 3e       |

### Championnats de France
- Médaille d'argent en -57 kg aux Championnats de France 2017.
- Médaille de bronze en -57 kg aux Championnats de France 2015.
- Médaille de bronze en -57 kg aux Championnats de France 2012.
- Médaille de bronze en -57 kg aux Championnats de France 2011.